# Arctesthes
Arctesthes is een geslacht van vlinders van de familie spanners (Geometridae), uit de onderfamilie Larentiinae.

## Soorten
- A. catapyrrha Butler, 1877
- A. chrysopeda Meyrick, 1885
- A. perornata Walker, 1863
- A. regilla Philpott, 1928
- A. siris Hudson, 1928